# Józef Błażowski
Józef Błażowski (Błażewski) herbu Sas (zm. w 1740 roku) – podwojewodzi lwowski w latach 1732–1735, łowczy przemyski w 1735 roku, cześnik przemyski w 1733 roku.
Był konsyliarzem konfederacji województwa ruskiego, zawiązanej 10 grudnia 1733 roku w obronie wolnej elekcji Stanisława Leszczyńskiego.